# L’Amour n’est rien…
«L’Amour n’est rien…» (рус. «Любовь — ничто») — четвёртый сингл Милен Фармер с альбома «Avant que l'ombre...», выпущен 27 марта 2006 года. Впервые на радио песня прозвучала в январе 2006 года, в то время как певица давала концерты в Парижском зале Берси. Песня получила широкие радиоротации и стала хитом 2006 года, особенно в России. Клип, в котором использована радиоверсия песни, был снят режиссёром Бенуа Ди Сабатино (под псевдонимом M.Liberatore), мультипликатором и близким другом Фармер.
Милен Фармер, зная, как песня популярна в странах СНГ, включила её в трек-лист Тура-2009 специально для концертов в России. Песня также прозвучала во время Тура Timeless 2013 не только в Москве и Санкт-Петербурге, но и в Минске.

## Издания сингла
- CD single

| №  | Название                                 | Длительность |
| -- | ---------------------------------------- | ------------ |
| 1. | «L'Amour n'est rien...» (Version Single) | 5:03         |
| 2. | «L'Amour n'est rien...» (Instrumental)   | 5:03         |

- CD maxi

| №  | Название                                        | Длительность |
| -- | ----------------------------------------------- | ------------ |
| 1. | «L'Amour n'est rien...» (Version Single)        | 5:03         |
| 2. | «L'Amour n'est rien...» (The Sexually No Remix) | 3:30         |
| 3. | «L'Amour n'est rien...» (Obsessed Club Mix)     | 5:47         |
| 4. | «L'Amour n'est rien...» (Le Clip)               | 3:40         |

- CD promo

| №  | Название                             | Длительность |
| -- | ------------------------------------ | ------------ |
| 1. | «L'Amour n'est rien...» (Radio Edit) | 3:40         |

- CD promo remix

| №  | Название                                        | Длительность |
| -- | ----------------------------------------------- | ------------ |
| 1. | «L'Amour n'est rien...» (The Sexually No Remix) | 3:30         |

## Клип
Режиссёр — Бенуа Ди Сабатино (обозначен под псевдонимом M.Liberatore). В отличие от других клипов Милен Фармер, клип «L’Amour n’est rien…» простой, не обладает сюжетом. В клипе певица на чёрном фоне поёт песню, постепенно обнажаясь догола и одновременно пританцовывая в ритм песне.